# لاوچکین
لاوُچکین (روسی: НПО Лавочкина) یک شرکت هوافضا در روسیه‌ است. این شرکت یکی از بازیگران کلیدی برنامه‌های فضایی روسیه است و در حوزه ساخت موشک نیز فعالیت دارد.